# Apoloniu din Perga
Apoloniu (gr. Απολλονηος) (n. 262 î.Hr., Perga, Provincia Antalya, Turcia – d. 190 î.Hr., Alexandria, Egipt) a fost un geometru și astronom grec, ce aparținea Școlii Alexandrine, celebru mai ales prin scrierile sale privind secțiunile conice.
Este considerat al treilea și ultimul mare matematician din perioada elenistică, alături de Arhimede și Euclid.
A nu se confunda cu:
- Apollonius din Tyana
- Apollonius din Rodos.

## Biografie
Nu se cunosc încă multe detalii despre viața sa. A trăit cea mai mare parte a vieții în Alexandria, Egipt, unde a studiat având ca dascăl pe Euclid. Este considerat al treilea și ultimul mare matematician din perioada elenistică, alături de Arhimede (sec. 3 î.e.n.) și Euclid (sec. 4 î.e.n.).
A studiat geometria sub impulsul impus de practica și tehnica construcțiilor din epoca sclavagismului.
Apoloniu a cunoscut pe Eudemos din Perga și a trăit un timp în Pamfilia.

## Contribuții

### Matematică
Apoloniu a studiat conicele, a definit conul circular drept și a arătat că secțiunile acestuia cu un plan formează trei specii diferite de curbe, pe care le-a denumit: elipsă, hiperbolă, parabolă.
A studiat proprietățile acestora și demonstrat multe din ele.
Studiul conicelor nu a mai evoluat timp de un mileniu și jumătate, până la Renaștere, când s-a reluat studiul acestora.
Printre alte realizări ale lui Apoloniu se pot enumera:
- calcularea aproximativă a lui π cu patru zecimale exacte;
- studiul numerelor iraționale;
- studiul oglinzilor curbe;
- studiul cuadraturii cercului.

### Astronomie
În astronomie, Apoloniu a introdus teoria mișcării circulare uniforme a corpurilor cerești în jurul Pământului considerat imobil.
De asemenea, a introdus noțiunile de excentric și epiciclu pentru a explica mersul planetelor.

## Scrieri
- Opera sa fundamentală, Koniká (în 8 cărți sau capitole, din care s-au păstrat primele șapte) numără 387 de propoziții; aici, pentru prima dată, Apoloniu introduce denumirile celor trei conice (elipsa, parabola, hiperbola) și prezintă numeroase proprietăți ale lor, precum și unele noțiuni noi, ca: vârfurile secțiunilor conice, axele, diametrele, focarele, normalele și altele. În aceasta lucrare, Apoloniu, utilizând algebra geometrică, anticipează metoda geometriei analitice, prin folosirea axelor de coordonate.
- Tópi tu epipédu — în această lucrare sunt definite pentru prima oară omotetia și inversiunea
- Okytokion — printre altele, în aceasta scriere apare o valoare aproximativă a numărului π cu patru zecimale exacte {\displaystyle \left(\pi ={\frac {62832}{20000}}\right)}.
- Despre locurile plane, lucrare pierdută pe care a încercat să o reconstituie Pierre Fermat și apoi Frans van Schooten.
- Despre oglinzile incendiare, care conține aplicații matematice în optică.

Despre lucrările pierdute ale lui Apoloniu relatează Pappus din Alexandria și Marin Getaldić.